# فورميمينوترانسفيريز سايكلوديامينيز
الفورميمينوترانسفيريز سايكلوديامينيز (بالإنجليزية: formiminotransferase cyclodeaminase)‏ هو إنزيم يقوم بتحفيز تحول الفورميمينوغلوتاميت (بالإنجليزية: formimnoglutamate)‏ وثلاثي هيدروالفولات (بالإنجليزية: trihydrofolate)‏ إلى 5-فورميمينو ثلاثي هيدروفولاتو غلوتاميت. الطفرات في جين الإنزيم تؤدي إلى نقص في الغلوتامات فورمينوترانسفيراز.